# Dadanítico

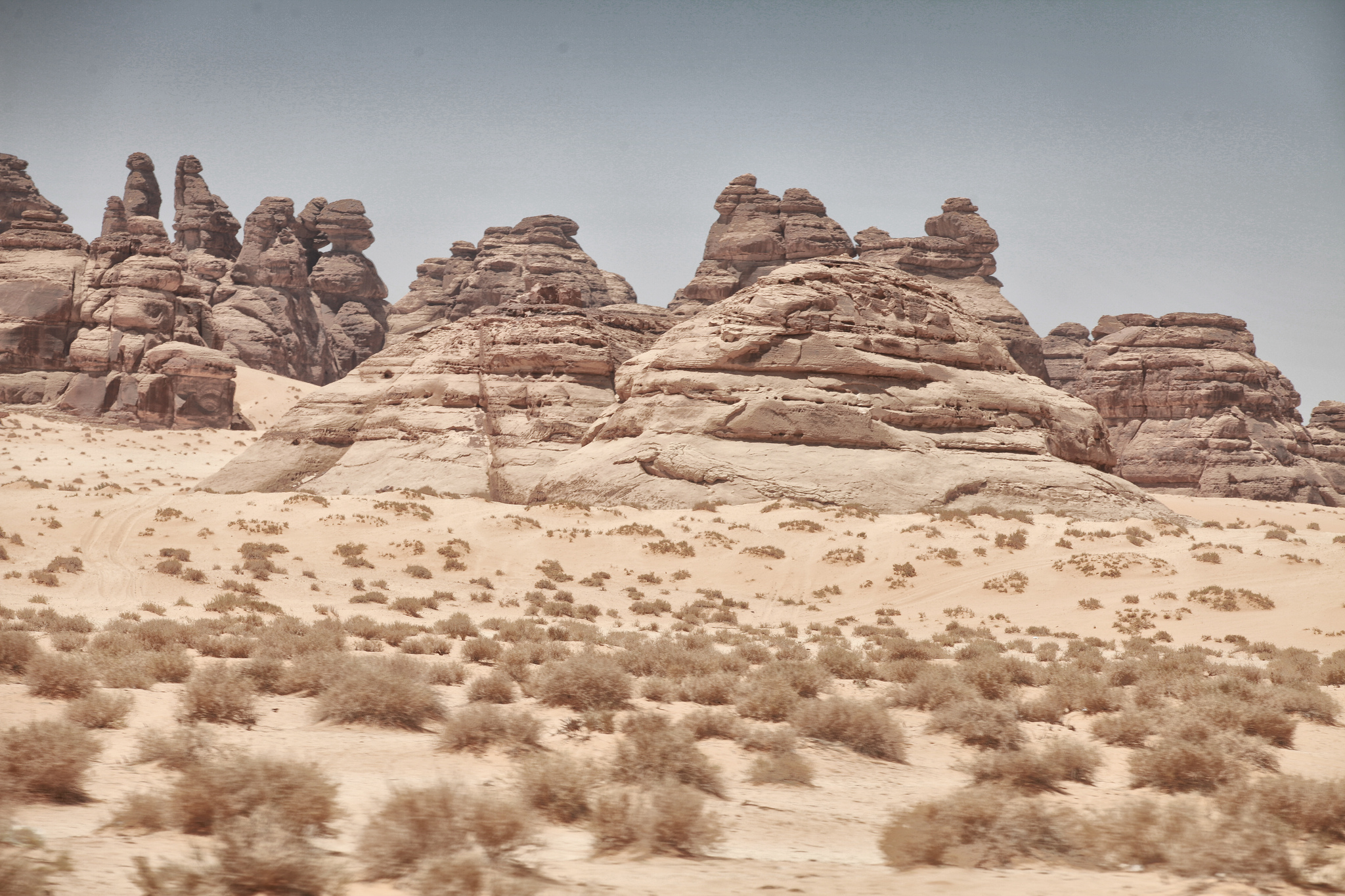
Dadan

El dadanítico es un sistema de escritura, y posiblemente un idioma, originario del oasis de Dadān, sobre el que se asienta la moderna ciudad de al-ʿUlā, y usado en el antiguo reino de Liḥyān, noroeste de la actual Arabia Saudí. La escritura y lengua dadaníticas fueron usadas probablemente en algún momento durante la segunda mitad del primer milenio antes de la era común. Se considera una de las variedades del Árabe antiguo septentrional.

## Nomenclatura
Originalmente, el dadanítico fue llamado lihyanita (Lihyanite). Fue Hubert Grimme en 1932 quien primero usó el término dedanita (Dedanite) para referirse a ciertas inscripciones del  lihyanita. En 1937, Frederick Winnett propuso una división para las inscripciones lihyanitas: «escritura dedanita» para una etapa anterior y «escritura lihyanita» para una posterior. Sin embargo, esta taxonomía no se mantuvo, y en el año 2000 Michael Macdonald propuso que todas las inscripciones se trataran como un solo grupo, bajo el nombre «sistema de escritura dadanítico» (Dadanitic script), para indicar el lugar donde se han encontrado la mayoría de muestras y para indicar claramente que el término es lingüístico (-itic, -ítico) en oposición a uno étnico (-ite, -ita).

## Clasificación
La gramática del dadanítico es poco conocida, y aunque varias de las siguientes características excluyen su pertenencia a la categoría de idioma árabe, se requiere más trabajo para establecer su posición correcta en la familia semítica. El dadanítico exhibe algunas formas que parecen haberse perdido en la etapa protoárabe:
1. Retiene el uso anafórico del pronombre en 3ª persona hʾ.
2. No exhibe la forma innovadora *ḥattay (equivalente a ḥattā, del árabe clásico), pero en cambio preserva ʿdky, probablemente */ʿadkay/,
3. No nivela la terminación -at. P. ej. mrʾh /marʾah/ < *marʾat «mujer» vs. qrt /qarīt/ «población»; compárese con el árabe qaryatun.
4. Algunos dialectos tienen una raíz C (forma IV) comenzando con una h- en vez de un ʾ- (hafʿala en vez de ʾafʿala), mientras que el protoárabe parece para haber experimentado el cambio h > ʾ en esta forma verbal.
5. La variación es también reflejada en los artículos definitivos, donde ambos h(n) y ʾ (l) están atestiguados en el corpus.
6. La especial disimilación de *ṯ a /t/ en la palabra «tres», ṯlt en vez de ṯlṯ.
7. El pronombre dual hmy */humay/.

## Fonología
Hay varias inscripciones que parecen contener formas que apuntan a la fusión de ẓ y ṭ en el dadanítico. Otros ejemplos de variación lingüística atestiguadas en el corpus dadanítico parecen respaldar aún más la idea de que había una diferencia entre los idiomas escritos y hablados en Dadan. La coincidencia de los causativos ʾ- y h- en dos inscripciones sugiere que diversas formas convivían en la misma época en el mismo oasis.
Si ẓ se fusionó con ṭ, esto parece indicar que el reflejo de ẓ era sordo en dadanítico, similar a su realización en árabe antiguo y probablemente en dialectos magrebíes prehilalianos.

## Gramática

### Preposiciones
Las siguientes preposiciones están atestiguadas en el corpus de inscripciones dadaníticas:
| Forma           | Significado                  |
| --------------- | ---------------------------- |
| ʿly, ʿl         | «encima», «en nombre de»     |
| bʿd (*/bi-ʿad/) | «en nombre de»               |
| l               | «a», «para», «de», «durante» |
| b               | «en», «por»                  |
| qbl             | «antes de»                   |
| ḫlf             | «después de»                 |
| mʿ              | «con»                        |
| mn (/mina/)     | «de»                         |
| ʿdky (/ʿadkay/) | «a», «hasta que»             |
| ldy             | «debido a», «a causa de»     |

## Sistema de escritura
El dadanítico tiene el mismo repertorio de 28 fonemas del árabe y es el único miembro antiguo de la familia de escrituras semíticas antiguas septentrionales (A.N.A.) que usa mater lectionis.

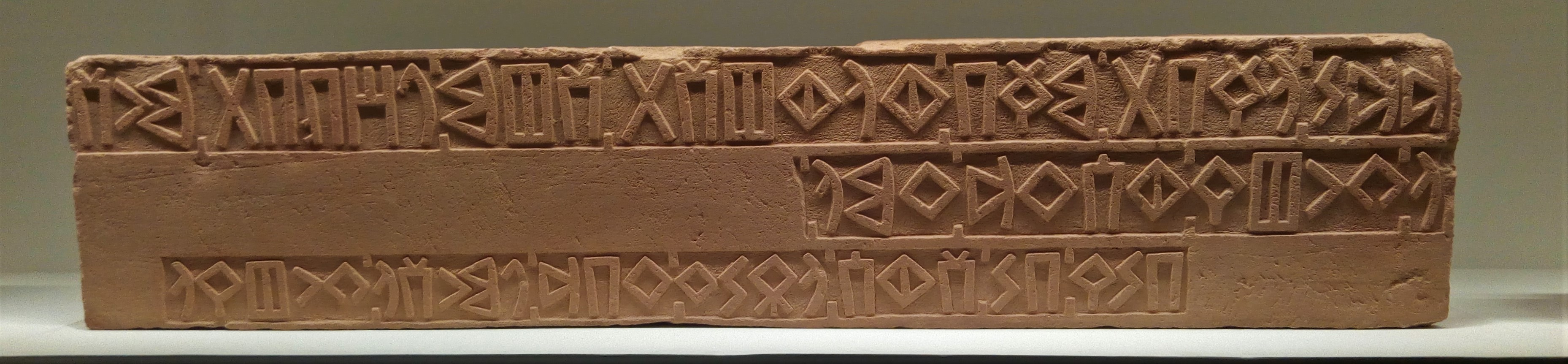
Inscripción dadanítica de Al-'Ula, templo de Dadan (al-Khuraybah), sobre ofrendas. Siglos V-I a. C.
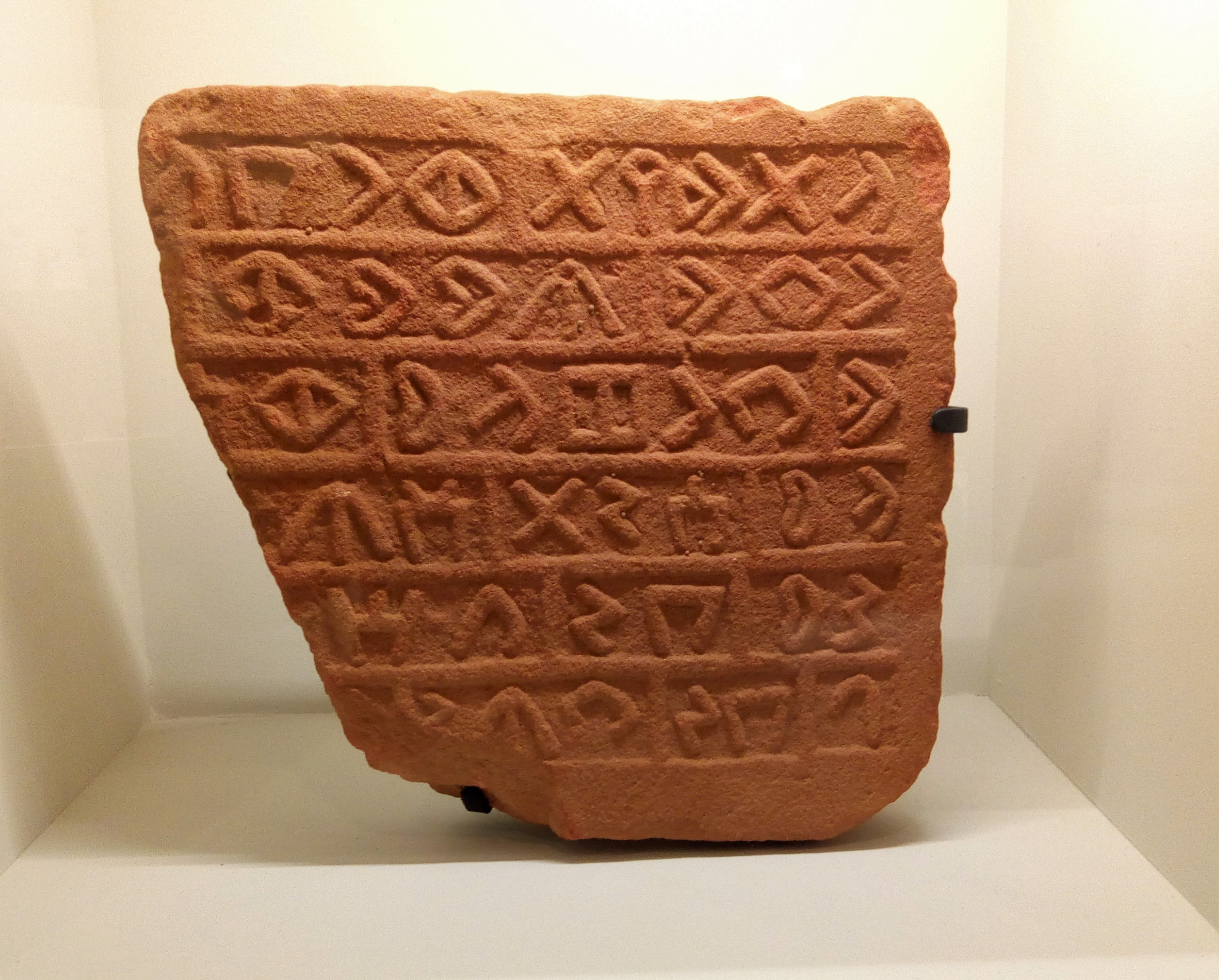
Inscripción dadanítica de Al-'Ula, templo 'Umm Daraj, que conmemora un peregrinaje. Siglos V-I a. C.
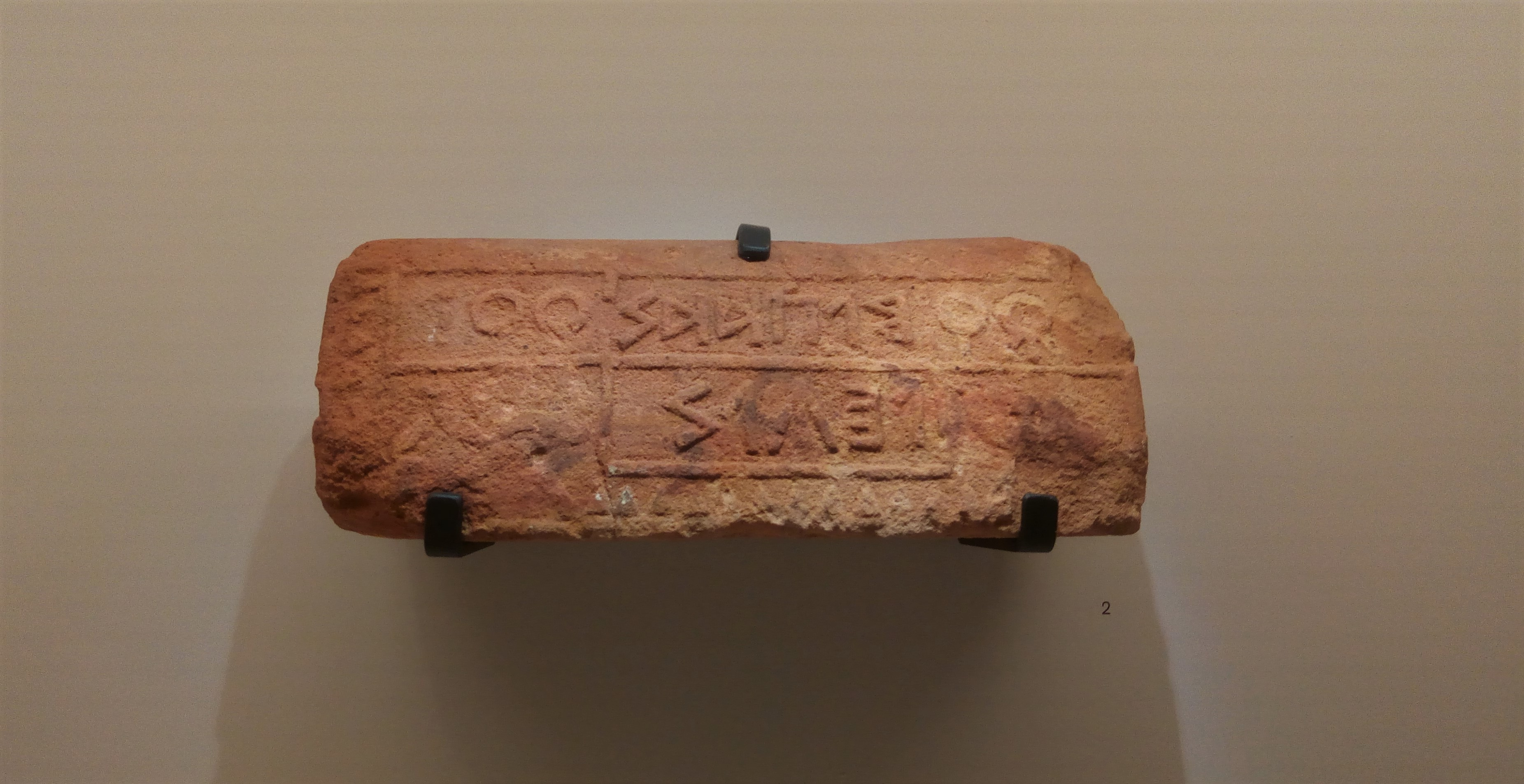
Inscripción dadanítica de Al-'Ula, templo de Dadan (al-Khuraybah), mencionando al rey 'Asî. Siglos V-I a. C.